# Llista dels 104 reclamats en 1947 pel Consell de Control Aliat a Espanya
Llista dels 104 reclamats el 1947 pel Consell de Control Aliat al ministre d'Afers Exteriors d'Espanya. L'octubre del 1947, el Consell de Control dels Aliats envià al govern espanyol una llista de 104 espies i col·laboradors nazis residents a Espanya perquè fossin detinguts i extradits a Alemanya. Eren 11 folis escrits a màquina, en anglès, i el seu títol original era Lista de repatriación.

## Llista
1. Karl Albrecht, amic personal de Adolf Hitler, representant de l'empresa AEG i cap de la Cambra de Comerç alemanya a Madrid.[1]
2. Karl Andress Moser, propietari dels laboratoris Merck, acusat pels aliats d'haver creat una escola d'espies a Barcelona[2]
3. Robert Baalk, Hauptscharfuehrer de les SS
4. Walter Bastian, director de l'agència de propaganda "Transocean", a Madrid
5. Hans Becker Wolf, representant de l'NSV a Barcelona
6. Wilhelm Beisel Heuss, cap del Partit Nacional Socialista dels Treballadors Alemanys a Sant Sebastià i delegat de propaganda al nord d'Espanya[1][3]
7. Johannes E.F. Bernhardt, general de les SS i empresari que ajudà Franco a guanyar la Guerra civil espanyola.[1][2]
8. Carlos Blienz, empresari a Madrid
9. Leonhard Bodemueller, de la secretaria consolar a Barcelona [Notes 1]
10. Josef Boogen, membre del Partit Nacional Socialista dels Treballadors Alemanys, es va dedicar a activitats d'espionatge dirigides contra els Aliats[1]
11. Kurt Bormann, propietari d'una empresa d'assegurances, membre de la Gestapo, va realitzar activitats d'espionatge a Santander, i va col·laborar amb les Ratlines subministrant passaports falsos[1][5]
12. Franz Brey, antic pilot de la Legió Còndor condecorat amb la Medalla Militar espanyola[6] i agregat adjunt d'aviació a l'ambaixada alemanya
13. Eduard Bunge, empresari ex-cònsol alemany a Bilbao.[1]
14. Friedhelm Burbach, ex-cònsol general alemany a Bilbao[1][Notes 2][8]
15. Adolf Clauss, acusat de sabotatge d'enviaments dels Aliats.[1]
16. Franz Ludwig Clauss, cònsol a Huelva, acusat de sabotatge d'enviaments dels Aliats[1][Notes 2]
17. Hans (Johannes) Dede, cònsol a Palma [Notes 3]
18. Georg Demmel, empresari de la restauració a Bilbao, considerat agent de l'SD
19. Hubert Dencker, adjunt a l'oficina de policia de l'ambaixada, destinat a Barcelona, tinent de la Legió Còndor
20. Arthur Dietrich, Landesgruppenschulungsleiter de l'NSDAP, adjunt de premsa a l'ambaixada alemanya[13]
21. Gustav Draeger, membre de la Legió Còndor, cònsol alemany a Sevilla i cap del Servei d'Espionatge Militar al sud-oest d'Espanya[1][Notes 2]
22. Patrick/Patricio A. Drexel, domiciliat a Sevilla, se li atribuïen activitats de sabotatge amb explosius
23. Fritz Otto Eichlert, secretari consolar a Barcelona[Notes 1]
24. Hans Engelhorn, copropietari de Boehringer, resident a Barcelona
25. Eugene Erhardt, dirigent d'una consignatària de vaixells, fou acusat d'enviar agents secrets als Estats Units d'Amèrica.[1]
26. Robert Fix, membre de l'ambaixada alemanya a Madrid
27. Carlos Albert Horst Fuldner, agent de la SD, posteriorment membre del "Servicio de Informaciones de la Casa Rosada" argentina
28. Erich Gabelt, ex-membre de la Legió Còndor[8]
29. Alfred Giese Hausmann, ex-membre de la Legió Còndor, condecorat amb les Creus de Cavaller de l'orde d'Isabel la Catòlica i l'orde de Mehdauia[8]
30. Heribert/Herbert Gloss, representant dels Ferrocarrils Alemanys a Barcelona
31. Hermann Goeritz, adjunt a l'ambaixada, vicecònsol a Tànger a qui se li atribuí la direcció de xarxes d'espionatge al nord d'Àfrica
32. Domingo Gruetzner, agent de la Gestapo amb residència a Barcelona
33. Hubert Hahn, membre de l'SD[8]
34. Hans Heinemann, membre del Partit Nacional Socialista dels Treballadors Alemanys, acusat haver creat una organització que actuava a França, Còrsega i Espanya.[1][2]
35. Otto Hinrichsen, agent de l'Abwehr a Bilbao i membre de l'exèrcit[1][5][8]
36. Andres Martin Hoffmann, empresari a Madrid
37. Hans Hoffman, intèrpret de la División Azul, futur (1974-1997...) cònsol honorari a Màlaga[14]
38. Hans Huber, treballador de l'ambaixada i gerent d'una empresa química
39. Walter Junghans, agent de la Gestapo propietari d'un bar a Madrid, acusat de trametre bombes a Gran Bretanya camuflades en trameses de taronges valencianes
40. Hans Juretshke, responsable cultural de l'ambaixada alemanya, futur catedràtic de la Universidad Complutense
41. Kurt Kaehler, representant per a Barcelona i València del Reichsministerium für Ernährung und Lanwirtschaft (Ministeri d'Aliments i Agricultura)
42. Hans Kellner, membre de la Legió Còndor, oficial d'enllaç i entrenador de pilots de la Força Aèria Espanyola[8]
43. Richard Kempe, agent de la Gestapo i secretari a l'ambaixada de Madrid
44. Eberhard Kieckerbusch, adjunt a l'ambaixada, tinent coronel de l'Abwehr cap del servei d'espionatge de l'SD a Madrid[5]
45. Carlos Kirch, suposat dirigent de xarxes alemanyes al Pirineu oriental
46. Pablo Klinkert, propietari d'hotel a Bilbao
47. Friedrich Knappe Ratey, agent de l'SD a Madrid
48. Hans J. Kindler von Knobloch, cònsol alemany a Alacant, capità de la Legió Còndor[1][Notes 2]
49. Rolf/Rudolph Koennecke, treballà amb l'adjunt de policia a Madrid, ex-membre de la Legió Còndor
50. Albert Kopke Demoy, agent de l'Abwehr dedicat al reclutament i la formació d'espies, el seu pare tenia una fàbrica a Figueres[5]
51. Hans Ingo von Koschitzky, agregat a l'oficina de policia, amb cobertura de gerent d'un hotel de las Navas del Marqués
52. Eckart Krahmer, agregat aeri a l'ambaixada de Madrid[Notes 2]
53. Karl Erich Kühlenthal, agent de l'Abwehr destinat a l'ambaixada
54. Walter Kutschmann, cap de la Gestapo a França i Espanya[2]
55. Carl Theodor Lassen, Herbert Döbler, agent de la Gestapo a Lisboa, Barcelona i Madrid
56. Hans J. Lazar, cap de propaganda de l'ambaixada alemanya a Madrid[2]
57. Franz Liesau Zacharias, agent de l'Abwehr, involucrat en la compra d'animals per a finalitats experimentals.[1]
58. Friedrich Lipperheide Henke, membre de les SS i de l'Organització d'Espionatge de la Marina a Bilbao; posteriorment fou un important empresari a Espanya[1]
59. Hans Lorek, assistent de l'agregat naval de l'ambaixada alemanya
60. Erich Mainzer Dolle, agent de l'SD a Saragossa
61. Alfred Menzell, excombatent de la Legió Còndor, assistent de l'agregat naval de l'ambaixada[8][13]
62. Karl Ernst von Merck, agent de la Gestapo a Madrid
63. Rudolf von Merode, membre del SD, responsable de la tortura i mort de ciutadans francesos al seu famós "bany de gel" a Sant Joan Lohitzune.[1]
64. Eberhard Messerschmidt, agent de l'Abwehr, assistent de l'agregat naval a l'ambaixada de Madrid
65. Kurt Meyer-Döhner, agregat naval adjunt i home de confiança de l'almirall Canaris[2][8]
66. Rudolf Moeller, vicecònsol a Madrid
67. Anneliese Muendler, pertanyent al departament de premsa de l'ambaixada[2]
68. Max Nutz, intèrpret i treballador de l'amabaixada alemanya, ex-membre de la Legió Espanyola i de la Legió Còndor, que durant un temps visqué a Alacant[8]
69. Ivo Obermueller, cap de la intel·ligència naval a Madrid[5]
70. Karl Pasch, representant de l'empresa MAN a Espanya, formà part del servei d'espionatge alemany.[1]
71. Wilhelm Pasch dirigí l'empresa "Pasch Hermanos", exportadora de tungstè. Se l'associà al servei d'espionatge alemany.[1]
72. Ewald Christian Paschkes, membre de l'espionatge de la Força Aèria, destinat a l'oficina de l'agregat de policia a Barcelona[15][5]
73. Ulrich Ernesto Peche, agent de la Gestapo a Madrid, relacionat amb el contraban d'armes
74. Wilhelm Petersen, agregat cultural de l'ambaixada
75. Wilhelm Plohr, cap de la NSDAP/AO (l'organització estrangera del partit nazi) a Bilbao.[1]
76. Anton Pock, policia membre de l'SD adscrit al consolat barceloní
77. Alfred E. Radeke, empresari a València, agent a Barcelona i València
78. Werner Ratfisch, expert en mineria, representant de Krupp
79. Karl Resenberg
80. Oscar Riemann (August Zwiesele), inspector consolar amb seu a Barcelona, a qui els Aliats consideraven creador d'una xarxa de ràdios clandestines als protectorats espanyol i francès del Marroc[5]
81. Hans Rohe, cap de l'NSDAP a Santander
82. Eugen Runde
83. Theodor Schade, oficial de la Gestapo assignat a l'ambaixada
84. Gregor Schesack, agent basat a Barcelona
85. Ernst Emil Schmidt, comercial de l'empresa AEG
86. Theo Schmoele, agent domiciliat a Madrid
87. Carlos Wolfgang Schneider, empresari i representant comercial, a Gandia
88. Schonte, agent de l'Abwehr
89. Franz Schwab, tècnic a Sevilla
90. Gustav Seegers
91. Joachim Sievers, Obersturmführer, treballà per l'SD a Vigo
92. Reinhard Spitzy, Hauptsturmführer de les SS, empresari de l'empresa d'armes Skoda, propietat de les Waffen SS[2]
93. Wilhelm Spreter, cap de propaganda de la NSDAP/AO a Bilbao i organitzador, segons els Aliats, d'una xarxa de contraespionatge al País Basc.[1]
94. Clara Stauffer, col·laboradora de les Ratlines.[16]
95. Johann Ther, productor de cinema i espia[5]
96. Hans Otto Thiel, agent a Madrid
97. Wilhelm Karl Tiemann, responsable de l'adquisició d'articles de contraban[5]
98. Paul Ernst F. Tiessler, cònsol a Almeria
99. Herbert Vollhardt, tinent coronel d'enginyeria de la Luftwaffe assignat a l'agregat aeri de l'ambaixada, implicat en operacions encobertes
100. Anton Wahle, enginyer i empresari[Notes 1]
101. Gottfried von Waldheim, vicecònsol a Barcelona, membre de la secció cultural de l'ambaixada entre 1937 i 1945[Notes 2][8][17]
102. Hans Wedekind
103. Gustav Winter, empresari, agent alemany a les Illes Canàries
104. Anton E. Zischka, periodista, considerat agent de la Gestapo [Notes 4]